# (4169) Celsius
(4169) Celsius es un asteroide que forma parte del cinturón exterior de asteroides y fue descubierto por Claes-Ingvar Lagerkvist desde el Observatorio de La Silla, Chile, el 16 de marzo de 1980.

## Designación y nombre
Celsius se designó al principio como 1980 FO3.
Posteriormente, en 1990, fue nombrado en honor del astrónomo y físico sueco Anders Celsius (1701-1744).

## Características orbitales
Celsius está situado a una distancia media de 3,391 ua del Sol, pudiendo acercarse hasta 2,807 ua y alejarse hasta 3,975 ua. Su excentricidad es 0,1722 y la inclinación orbital 10,05 grados. Emplea 2281 días en completar una órbita alrededor del Sol.

## Características físicas
La magnitud absoluta de Celsius es 11. Tiene un diámetro de 33,1 km y un periodo de rotación de 10,89 horas. Su albedo se estima en 0,0704.